# Álvar Núñez Cabeza de Vaca

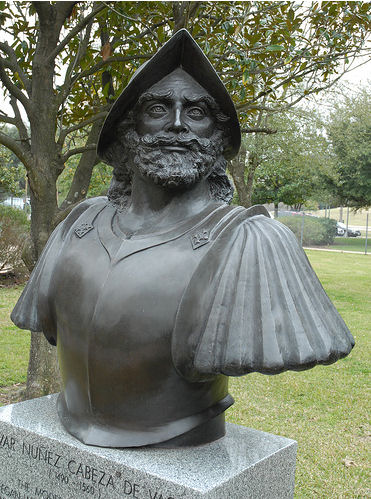
Borstbeeld van Cabeza in Houston, Texas

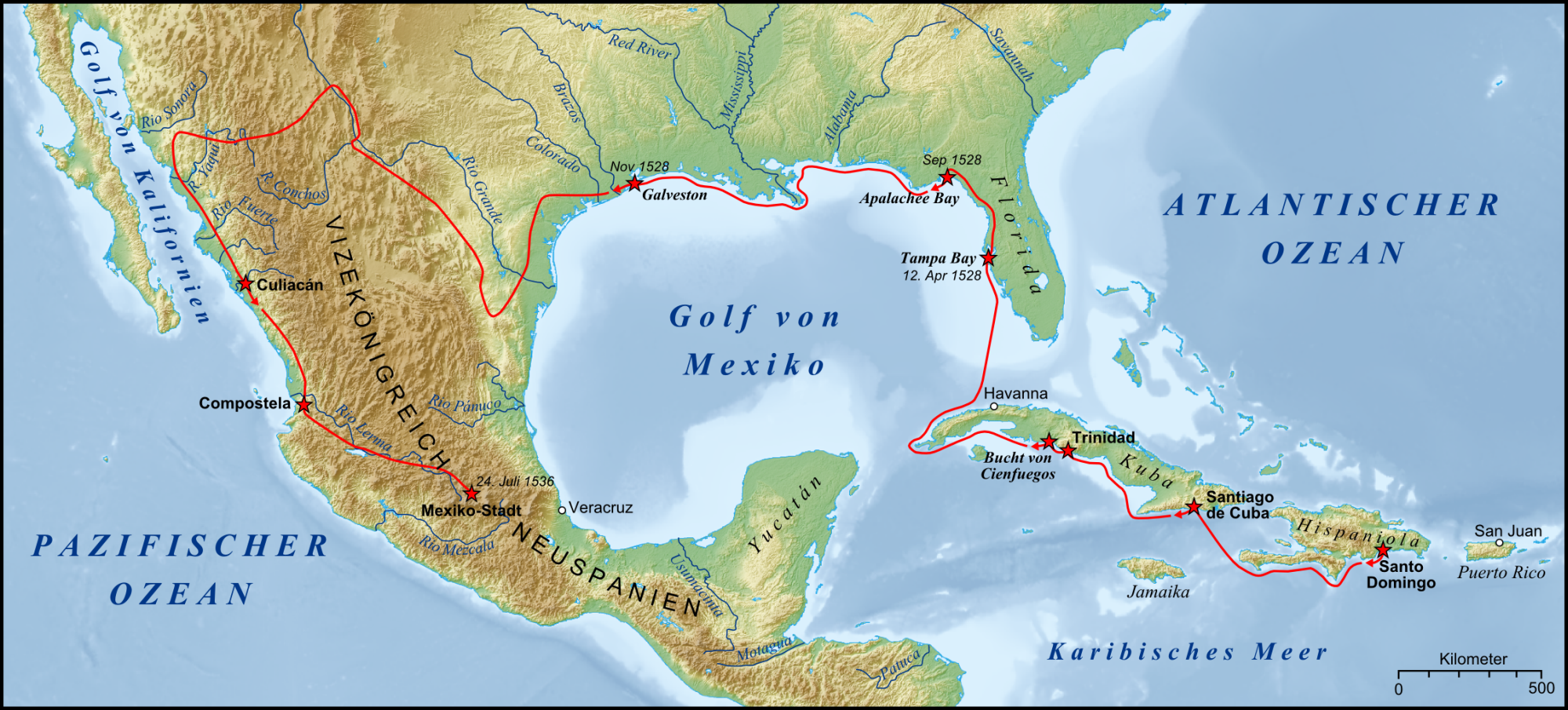
Kaart van de tocht die Cabeza de Vaca in 1528-1536 maakte rond de Golf van Mexico van Santo Domingo tot Mexico-stad

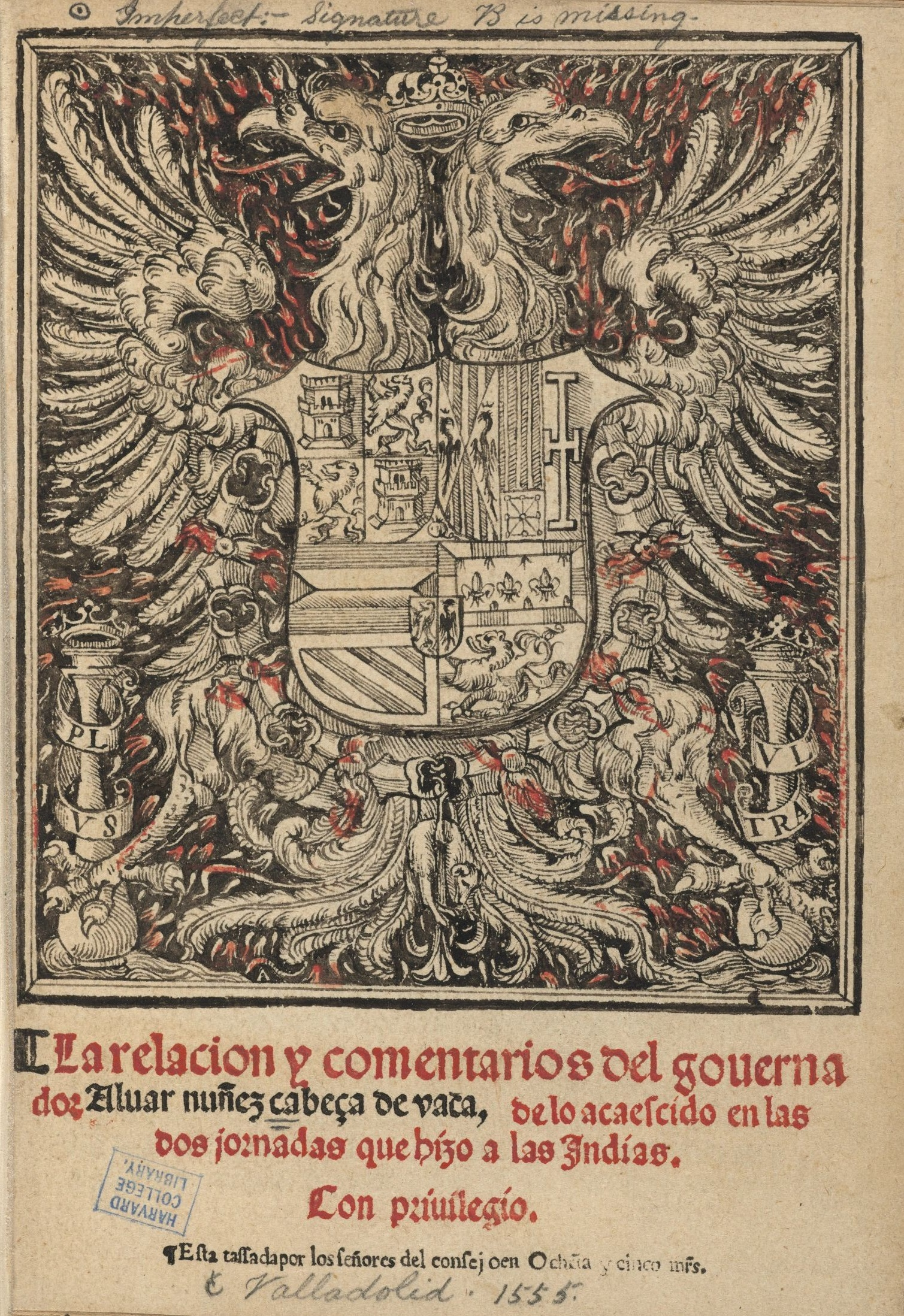
Voorpagina van de in 1555 verschenen Relación y comentarios

Álvar Núñez Cabeza de Vaca (Jerez de la Frontera, 1490 - Sevilla, 1559) was een Spaanse militair, ontdekkingsreiziger en gouverneur. Hij is vooral bekend vanwege de epische tocht die hij tussen 1528 en 1536 maakte in Noord-Amerika. Op de manier van een proto-antropoloog beschreef hij de cultuur van de indianen, wier leven hij deelde.

## Leven
De ouders van Cabeza de Vaca, Francisco de Vera en Teresa Cabeza de Vaca, kwamen uit hidalgofamilies. Naar het voorbeeld van zijn grootvader Pedro de Vera, die grote wapenfeiten had verricht in Noord-Afrika en op de Canarische eilanden, koos hij in 1503 voor een militaire carrière onder Juan Alfonso Pérez de Guzmán, hertog van Medina-Sidonia in 1503. Hij ging in Italië tegen de Fransen vechten en raakte in 1512 gewond in de nederlaag bij Ravenna. Daarna was hij koninklijk vaandeldrager in Gaeta en keerde het volgende jaar terug naar Spanje, nog steeds in dienst van Medina Sidonia. Hij trouwde er met María Marmolejo uit een Seviliaanse conversofamilie. Tijdens de Revolte van de Comuneros in 1520 vocht Cabeza de Vaca aan de kant van keizer Karel V in Sevilla, Tordesillas en Villalar. 
Mede dankzij deze prestaties verkreeg Cabeza de Vaca in 1527 toestemming toen hij de koninklijke raad in Valladolid vroeg te mogen deelnemen aan de expeditie van de conquistador Pánfilo de Narváez naar Florida. Als koninklijk thesaurier zou hij tweede in bevel zijn. In het voorjaar van 1528 scheepte Narváez in met vierhonderd man en tachtig paarden. In Tampa vernam hij dat er in het noorden goud te vinden was. Hij stuurde zijn schepen vooruit terwijl hij met driehonderd man, onder wie Cabeza de Vaca, langs de kust optrok. Ze joegen de Apalachee tegen zich in het harnas en hadden veel te lijden onder aanvallen en ziekte. Omdat ze de schepen niet terugvonden, probeerden de tweehonderd hongerende overlevers met zelfgemaakte barken Mexico te bereiken. Langs de lange kustlijn gingen verschillende van deze vaartuigen ten onder. Cabeza de Vaca was een van de weinige overlevenden. 
Hij strandde aan de kust van de Golf van Mexico, bij Galveston in het hedendaagse Texas. Daar zagen de Karankawas tot hun schrik hoe de Spanjaarden hun dode kameraden aten om te overleven. Ze kregen hulp voor zover ze bereid waren als helers op te treden, want de Karankawas kampten met een dodelijke epidemie. In 1529 trof Cabeza de Vaca drie andere schipbreukelingen van de expeditie van Narváez: Andrés Dorantes, Alonso Castillo Maldonado en de zwarte slaaf Estevanico. Ze werkten en handelden enkele jaren bij de Karankawas.
In 1534 trokken ze verder naar Nieuw-Spanje. Eerst ging het zuidwaarts naar Pánuco, daarna bogen ze af naar het westen langs veiliger routes. Regelmatig sloten grote groepen indianen zich bij hen aan. Cabeza de Vaca had sympathie voor hen en wist soms nauwelijks nog of hij indiaan of Europeaan was. Ze trokken verder door New Mexico en het Sierra Madregebergte, tot ze de Golf van Californië bereikten. In februari 1536 botsten ze voor het eerst op Spanjaarden. Deze konden niet geloven dat de man zonder kleren en met het lange haar een landgenoot was. Nadat ze waren overtuigd, was het aan de indianen om niet te geloven dat Cabeza de Vaca een Spanjaard kon zijn. Hij wist de Spanjaarden ervan te weerhouden zijn indiaanse reisgenoten gevangen te nemen, want ze waren uit hun dorpen naar de bergen gevlucht. Zijn woorden kracht bijzettend met zijn magische ratelkalebas, overtuigde hij hen om weer hun land te gaan bewerken en het christendom te aanvaarden. Vervolgens reisde hij door naar Mexico-Stad.
Hij keerde terug naar Spanje, waar hij een verslag over zijn reis schreef, dat in 1542 zou worden gepubliceerd. Hij hoopte als gouverneur van Florida aangesteld te worden, maar werd in plaats daarvan benoemd tot gouverneur van La Plata in Zuid-Amerika (1540-1543). Door politieke intriges werd hij afgezet en gearresteerd. Hij werd in 1545 terug naar Spanje gevoerd en leefde zijn laatste jaren in Sevilla, waar hij in 1559 overleed.

## Publicaties
De Relación van Cabeza de Vaca over zijn tocht rond de Golf van Mexico verscheen in 1542. Hij publiceerde een vermeerderde editie ervan in 1555, met als tweede deel de Comentarios over zijn gouverneurschap in La Plata. Deze Comentarios waren geredigeerd door zijn secretaris Pedro Hernández en werden voorafgegaan door een inleiding van Cabeza de Vaca.
- La relación que dio Áluar Núñez Cabeça de Vaca de lo acaescido en las Indias en la armada donde yua por gouernador Panphilo de Narbáez desde el año de veynte y siete hasta el año de treynta y seys quo bolvio a Seuilla con tres de su compañia, Zamora, 1542
- La relación y comentarios del gouernador Áluar Núñez Cabeça de Vaca de lo acaescido en las dos jornadas que hizo a las Indias, Valladolid, 1555

In postume edities kwam voor de Relación de titel Naufragios (schipbreuken) in gebruik.

## Uitgave
- Álvar Núñez Cabeza de Vaca, Naufragios y comentarios  (Relación de su aventura por la Florida y el Río de la Plata), ed. Juan Gil Fernández, 2018. ISBN 9788415255550

## Vertalingen
- Schipbreukelingen, vertaald naar de uitgave van 1542 en van een inleiding voorzien door G.J. Geers, 1953 (heruitgegeven 1992, ISBN 9789029095372)
- Cabeza de Vaca's adventures in the unknown interior of America, vert. Cyclone Covey, 1961. ISBN 082630656X
- The Account. Álvar Núñez Cabeza de Vaca's Relación, vert. Martin Favata en José Fernández, 1993. ISBN 9781558850606
- Álvar Núñez Cabeza de Vaca, His Account, His Life, and the Expedition of Panfilo de Narváez, vert. Rolena Adorno en Patrick Charles Pautz, 3 dln., 1999. ISBN 9780803214637
- Álvar Núñez de Vaca, Chronicle of the Narváez Expedition, vert. David Frye, ed. Ilan Stavans, 2013. ISBN 9780393918151

## Verhalend gedicht
- H.C. ten Berge, De beproevingen van Álvar Núñez Cabeza de Vaca, 2019, 66 p. ISBN 9789492313782

## Bron
- Fernando Cervantes, Conquistadores, 2020, p. 214-218